# Гаврилово-2
Гаврилово-2 — деревня в Вашкинском районе Вологодской области.
Входит в состав Киснемского сельского поселения, с точки зрения административно-территориального деления — в Киснемский сельсовет.
Расстояние по автодороге до районного центра Липина Бора — 44 км, до центра муниципального образования села Троицкое — 20 км. Ближайшие населённые пункты — Волково, Грикшино, Данькино, Демидово, Киуй, Конютино, Коптево, Поздино, Чертеж.
По переписи 2002 года население — 35 человек (13 мужчин, 22 женщины). Всё население — русские.